# William E. Russell
William Eustis Russell (6 de Janeiro de 1857 – 16 de Julho de 1896) foi um advogado e político do Partido Democrata de Massachusetts. Exerceu quatro mandatos prefeito de Cambridge e foi o 37º Governador de Massachusetts, exercendo de 1891 até 1894. Foi o mais jovem chefe executivo de todos os tempos, e foi o primeiro governador Democrata desde a Guerra Civil Americana a exercer mais de um mandato no cargo.
Formado na Universidade Harvard e Boston University School of Law, Russell exerceu advocacia na empresa da família. Era politicamente um Democrata conservador, apoiando as campanhas presidenciais de Grover Cleveland e o padrão-ouro para a moeda nacional. Fez um discurso a favor de Grover na Convenção Nacional Democrata de 1896, imediatamente antes do discurso da Cruz de Ouro de William Jennings Bryan, e recusou tentativas para defini-lo como oponente a Bryan na indicação à Presidência. Cerca de uma semana depois, morreu repentinamente em uma área de pesca em Quebec; tinha 39 anos. Era visto pelos Democratas do leste como um futuro líder do partido e candidato à presidência.

## Família
William Eustis Russell nasceu em Cambridge, Massachusetts, a nona criança e quarto filho de Charles Theodore Russell e Sarah Elizabeth (Ballister) Russell. Por parte de pai, era descendente de Thomas Hastings e William Russell, ambos colonos do século XVII de Massachusetts, enquanto sua mãe era descendente de huguenotes. O pai de Russell era um advogado do Partido Democrata politicamente ativo, que exerceu como prefeito de Cambridge em 1861-62. Russell era o pai do prefeito de Cambridge, Richard M. Russell, e o bisavô da advogada do governo pequeno Carla A. Howell e do escritor Thomas E. Ricks. Em 1885, Russell casou-se com Margaret Manning Swan; tiveram três filhos.

## Estudos e início da carreira
Russell estudou na Harvard College, formando-se em 1877. Destacava-se em história, economia política e ética, e era ruim em linguagem, matemática e química. Era membro do Hasty Pudding Club e participava ativamente de esportes universitários, boxe, futebol e na equipe de tiro com rifle da escola, onde era considerado um excelente atirador. Também era politicamente ativo, fazendo campanha para Samuel J. Tilden nas eleições presidenciais de 1876. Em 1879, recebeu seu diploma em direito pela Boston University School of Law e foi o primeiro a se formar com summa cum laude nessa faculdade. Enquanto estudava na BU, ganhou o prêmio Lawrence pela melhor redação jurídica. Foi aceito na Ordem de Massachusetts em 1880 e começou a exercer advocacia com a empresa de seu pai em Boston, Russell & Russell, que também incluía seu irmão e tio. Entrou na política em 1881, vencendo a eleição para a câmara municipal de Cambridge por um único voto, em uma "campanha de rótulos" inscrita iniciada por amigos sem seu conhecimento. Foi eleito para o conselho de vereadores em 1883 e 1884.

## Prefeito de Cambridge
Russell exerceu como Prefeito de Cambridge por quatro mandatos de um ano de 1885 até 1888, sendo reeleito sem dificuldades pelo menos duas vezes, concorrendo a chapas apartidárias. Quando assumiu o cargo, o tesouro público da cidade estava praticamente vazio e com uma alta taxa de impostos. Em seu primeiro ano no cargo, Russell equilibrou o orçamento, financiou a dívida da cidade e pagou suas contas pendentes. Adotou o slogan "pague conforme o uso" para exemplificar sua abordagem às finanças da cidade. Durante seu mandato, supervisionou melhorias em uma ampla variedade de serviços da cidade, incluindo ruas, esgotos, bombeiros, polícia e saúde. Charles Eliot Norton opinou que Cambridge era então a cidade mais bem administrada do estado.
Embora Russell se opusesse pessoalmente à proibição do álcool, em 1886 a cidade votou para ficar sem álcool, e ganhou uma atenção favorável por impor a proibição, apesar de sua oposição a ela. Recebeu críticas mistas por ações relacionadas ao trabalho. Em 1886, encerrou com sucesso uma greve dos frigoríficos, mas em uma greve de Fevereiro de 1887 pela ferrovia local, chamou a polícia para apoiar os grevistas e (após dois casos de violência) chamou a milícia para manter a ordem até que a greve fosse interrompida.
Enquanto estava no cargo, Russell solicitou doações consideráveis do filantropo Frederick Hastings Rindge (um colega de Harvard) que possibilitou a construção da Cambridge City Hall, uma Escola de Treinamento Manual (agora Cambridge Rindge e Latin School) e a biblioteca pública de Cambridge. Esses foram os primeiros presentes filantrópicos importantes que a cidade recebeu. A administração eficiente de Russell como prefeito, particularmente na aplicação da proibição de bebidas alcoólicas, e seus discursos de campanha eficazes durante a campanha Presidencial de 1884 fizeram dele uma figura proeminente na política estadual.

## Governador de Massachusetts

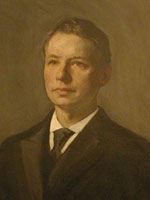
William E. Russell, retrato por Edmund Charles Tarbell, em 1900

Em 1886, Russell recusou uma tentativa do partido para recrutá-lo como candidato ao Congresso dos EUA. Concorreu duas vezes sem sucesso para Governador de Massachusetts em 1888 e 1889, derrotado por Oliver Ames e John Q. A. Brackett. Finalmente venceu a eleição para Governador em 1890 em uma revanche da disputa de 1889 contra Brackett. A vitória de 1890 foi parte de uma reação nacional contra a legislação tarifária Republicana, sobreposta pela oposição dentro do estado à dura aplicação de Brackett às leis de bebidas. Foi reeleito duas vezes, em 1891 e 1892, tornando-o o primeiro democrata desde a Guerra Civil Americana a vencer mais de um mandato como governador de Massachusetts. Sua eleição como governador por três anos consecutivos foi resultado de sua popularidade pessoal: a maioria da legislatura e funcionários do estado durante seu mandato eram Republicanos. Sua administração foi marcada por imparcialidade e falta de partidarismo. Como governador, várias leis foram aprovadas por sua recomendação, incluindo uma medida para regulamentar as atividades dos lobistas e outra abolindo a qualificação da propriedade para governador e o poll tax. A administração de Russell também viu o início de um imposto sobre herança. Defendeu e assinou uma série de leis pró-trabalho e assinou uma legislação criando a Comissão do Distrito Metropolitano (uma agência estadual) e os Administradores de Reservas (uma instituição de caridade privada) para preservar espaços verdes. Decidiu não concorrer à reeleição em 1893 e retomou a exercer advocacia.

## Atividade política posterior
Durante a campanha presidencial de 1892, houve rumores de Russell ser o candidato à Vice-Presidência, caso o Senador John M. Palmer recebesse a indicação à Presidência Democrata. No início de Fevereiro de 1892, Palmer e Patrick A. Collins, ex-Congressista Democrata de Massachusetts, concordaram em fazer de Palmer o candidato Presidencial Democrata e Russell, amigo pessoal e político de Collins, a ser candidato a Vice-Presidente. Palmer acabou rejeitando a oferta e opôs-se contra na Convenção Nacional Democrata de 1892. Russell recebeu um voto para Presidente na primeira votação.

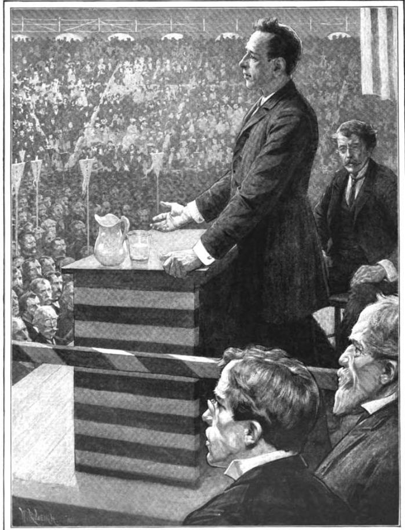
Retrato gravado de Russell dirigindo-se a Convenção Democrata de 1896

Russell foi um dos oponentes mais ativos da prata livre durante a eleição presidencial de 1896. Anunciou sua candidatura à Presidência em Abril de 1896 e conquistou delegados de apoio e convenções em muitos estados do leste dos Estados Unidos, mas foi prejudicado pelo pouco apoio prestado pelo atual Presidente Cleveland. Ao contrário dos estados do leste, muitos estados do centro-oeste e oeste escolheram delegações da prata livre, diminuindo suas perspectivas de indicação. Russell rejeitou categoricamente a ideia de tornar-se candidato, se a convenção adotasse um programa de prata e tivesse que ser persuadido a participar da Convenção Nacional Democrata de 1896. Na convenção, depois que o programa de prata foi adotado, recusou-se a ser considerado para uma candidatura de tripartido. Fez um discurso apaixonado em favor do padrão ouro, que foi imediatamente adotado pelo famoso discurso Cruz de Ouro de William Jennings Bryan. A indicação de Bryan para a presidência foi apoiada por um delegado de Massachusetts, George Fred Williams, que fugiu para o lado da prata depois de tornar-se um delegado e era um proeminente oponente intrapartidário de Russell. Russell recebeu dois votos para Presidente na primeira votação.

## Morte e legado
Após a convenção de 1896, Russell viajou para a Península de Gaspé, no leste do Quebec, para escapar do calor do verão e das pressões políticas. Morreu inesperadamente na noite de sua chegada, no dia 16 de Julho de 1896, enquanto dormia, em um acampamento no Rio Little Pabos, ao norte de Sainte-Adelaide-de-Pabos. A causa da morte foi declarada como insuficiência cardíaca. Russell foi sepultado no Mount Auburn Cemetery, em Cambridge; seu funeral teve a presença do Presidente Cleveland.
Em 1903, a Escola William E. Russell, no bairro de Dorchester, em Boston, projetada por James Mulcahy, foi em homenagem a ele. Continua sendo uma escola primária nas Escolas Públicas de Boston.